# El Viaje de Seth
Sebastián Soto Chacón / El Viaje de Seth (Santiago, 8 de febrero de 1984) es un Director de cine y músico chileno.

## Biografía
En 2006 Sebastián se inicia artísticamente como director y productor de vídeos musicales para diversos músicos chilenos realizando hasta la fecha (2022) más de 60 videoclips para artistas como Nicole, Los Ex, Cami, Mon Laferte, Francisca Valenzuela, entre otros. 
En 2009 ganó una guitarra mediante un concurso y decidió aprender a tocarla, sin tener conocimientos musicales. Desde ahí en adelante emprendió su faceta como compositor y cantante.
PRIMER ENCUENTRO
En 2013 viaja a México para adquirir más cultura musical y es en ese país donde se presentó tocando su propia música, encontrándose con la cantante chilena Mon Laferte, quien le ayuda a gestionar una gira por la Ciudad de México. En ese periodo la Revista Mexicana Indierocks, selecciona a "Primer encuentro" como uno de los 100 mejores discos del año.
La grabación del álbum Primer Encuentro fue realizado en Estudios Triana junto al músico e ingeniero Claudius Rieth (integrante de Los Ex). El álbum debut tiene como trasfondo una historia que relata a un ser perdido en el espacio que descubre vida en la Tierra, una travesía que va desde la oscuridad hacia la luz. El primer sencillo a promocionarse en radios se titula Calma, canción que también se encuentra presente en el álbum de Mon Laferte, Tornasol, interpretada por ambos artistas.
Primer encuentro tuvo una segunda gira por México en octubre de 2014 a modo de agradecimiento con el País donde también visitó la ciudad de Guadalajara.
EN EL TIEMPO
El 7 de agosto lanza "En el Tiempo" su segundo disco que está dedicado a nuestro niño interno. El Larga duración contiene 10 tracks grabados en los estudios de Sebastián y Estudios Domino de Maximiliano Soublette quien también fue productor del disco. La Masterización de En el Tiempo estuvo a cargo de Modern Thom de la banda We are enfant Terrible en Lile, Francia. El disco explora un lado mucho más pop y luminoso que su disco anterior y tuvo la participación de los músicos Jani Vidal, German Williams, Norberto Ramírez, Maximiliano Soublette y Tomas Miranda
En su tercer gira por México, durante octubre de 2015, Sebastián tiene la oportunidad de abrir el show de su compatriota Mon Laferte en el Lunario del Auditorio Nacional ante más de mil espectadores, además visitó Puebla por primera vez con gran éxito.
Durante 2017 se dedica a mostrar en vivo en formato banda sus dos producciones, teniendo la oportunidad de girar junto a Mon Laferte en el amarrametour, visitando Rancagua, Concepción, Talca y presentándose en el teatro Caupolicán ante más de 6 mil personas.
A fines de 2017 vuelve por quinta vez a México para despedir la promoción del álbum presentándose en dos importantes festivales de música: Semana de las Juventudes y Festival Catrina.
COSMOSÓNICOS
En agosto de 2017 bajo el seudónimo de Cosmosónicos, lanza el disco infantil "Los planetas del Sistema Solar" proyecto ganador del fondo de la música 2017 que contiene 8 canciones dedicadas a cada planeta con el objetivo de acercar a los niños a la ciencia. El disco fue grabado en Santiago Records por el Productor Patricio García Portius y además cuenta con la colaboración en dos tracks del mexicano Manú Jalil. En 2018 gana Premios Pulsar como mejor artista de música para la Infancia.
AL AMANECER
El 21 de septiembre de 2019 lanza su cuarto disco. Producido por el mismo, mezclado y masterizado por Patricio Garcia en Santiago Records, el disco de 7 canciones es una oda a la naturaleza y como esta se relaciona con la vida.
 TANTO AMOR
El 30 de abril de 2021 regresa con el sencillo “Tu y yo”. El 22 de octubre del mismo año lanza “Descubrirnos” y el 29 de abril de 2022 “Luna nueva” sencillos que forman parte de su nuevo álbum dedicado a su relación de amor titulado “Tanto Amor”. Con este disco se une al sello Santiago Records que será lanzado oficialmente en la sala Scd de Bellavista el 27 de octubre de 2022.

## Discografía

### Álbumes de estudio
- 2013: Primer Encuentro
- 2015: En el Tiempo
- 2017: Los Planetas del Sistema Solar (como Cosmosonicos)
- 2019: Al Amanecer

### Sencillos
- 2013: Ciclo
- 2013: Mil órbitas
- 2013: Sideral
- 2014: Calma
- 2014: Luz
- 2015: Niño
- 2016: Tus manos de piedra
- 2016: Pajarito
- 2016: Latidos
- 2017: Transparente
- 2017: Dodecaedros
- 2019: Arcoíris
- 2019: Picaflor
- 2019: Habitar ft. Cavin
- 2020: Descubrirnos
- 2020: Águila

### Vídeos musicales
- 2013: Ciclo Dir. Cristóbal Espinosa
- 2013: Mil Órbitas Dir. Sebastián Soto Chacón
- 2013: Sideral Dir. Cristóbal Espinosa
- 2014: Calma Dir. Maximiliano y Cristóbal Espinosa.
- 2014: Luz Dir. Maximiliano y Cristóbal Espinosa.
- 2015: Niño Dir. Sebastián Soto Chacón
- 2016: Tus Manos de Piedra Dir. Maximiliano Espinosa y Sebastián Soto Chacón
- 2016: Pajarito Dir. Maximiliano Espinosa y Sebastián Soto Chacón
- 2017: Latidos Dir. Sebastián Soto Chacón
- 2017: Transparente Dir. Sebastián Soto Chacón
- 2019: Arcoíris Dir. Plasticity Plasticina
- 2019: Picaflor Dir. Plasticity Plasticina

## Videografía

### Como director de vídeos musicales
- Veneno • Nicole (2006)
- Buscaré • Pali (2006)
- Kilómetros de Aquí • Pali (2006)
- Vender Mi Alma • Rosario Mena (2007)
- Culpables • Nicole (2007)
- Nadie Sabrá • Delisse (2007)
- Mentiste • Go (2007)
- Dos • Rosario Mena (2007)
- Agonías • Siberia (2007)
- En la Piscina • Los Ex (2008)
- Todo Todo • Sergio Lagos (2008)
- Hojas de Miel • Sergio Lagos (2009)
- Idiota • Los Ex (2009)
- Lo mismo que yo • Monserrat Bustamante (2009)
- Hoy • Nicole (2009)
- Espop • Sergio Lagos (2009)
- Siempre Igual • Carolina Nissen (2010)
- Contando Estrellas • Manu Carrasco (2010)
- Soy • Mon Laferte (2011)
- Depresión • Mon Laferte (2011)
- Hey compadre • Mr Ceja (2011)
- Piénsalo bien • Mr Ceja (2011)
- Vacía" • Sofía Oportot (2011)
- Desechable • Mon Laferte (2012)
- Un Solo Hombre No Puedo Tener • Mon Laferte (2012)
- Cenizas • María Jimena Pereyra (2013)
- Ángel Negro • Mon Laferte (2013)
- Hey Hey • Mon Laferte (2013)
- Vivo para amar • Davy (2013)
- Tornasol • Mon Laferte (2013)
- Not for You • Jav Jav Jav (2014)
- Una vez más • La Belle Epoque (2014)
- Luces Ajenas • Gustavia (2014)
- Get Along • The Flick Leslies (2014)
- Hasta cuando • Luis Pedraza (2016)
- Se ocultan • Javier Guerra (2016)
- Ganas de vivir • Javiera Flores (2017)
- El Beso • Mon Laferte (2018)
- Por qué me fuí a enamorar de tí • Mon Laferte (2018)
- El mambo • Mon Laferte (2018)
- Caderas blancas • Mon Laferte (2018)
- Funeral • Mon Laferte (2018)
- Cumbia Para Olvidar • Mon Laferte (2018)
- Ronroneo • Mon Laferte (2018)
- No Te Me Quites De Acá • Mon Laferte (2018)
- Si Alguna Vez Nos Volvemos A Ver • Mon Laferte (2018)
- Quédate Esta Noche • Mon Laferte (2019)
- Querida Rosa • Camila Gallardo (2018)
- Pa Callar Tus Penas • Camila Gallardo (2018)
- Mi alabanza • Hector Pardo (2019)
- Desaparecer • Fede Farrell (2019)
- Despídete Con Un Beso • Nicolas Álamo (2019)
- Mentir • Felicia Morales (2019)
- Sirena • EnSecreto (2019)
- Flotando • Francisca Valenzuela (2019)
- Gitana • Metalingüistíca (2020)
- Ven a Buscarlo • Francisca Valenzuela (2020)
- Story • Metalingüística (2020)
- Los abrazos que te debo • Nicolás Alamo (2021)
- Perdonar • May Villalobos (2021)
- Corazón Rocoso • Nico Ruiz (2021)
- Que Tontería  • Casandra Paz (2021)
- Technicolor • Yael Meyer (2021)